# Rudolf Jeklic
Rudolf „Rudi“ Jeklic (* 5. November 1965 in Inzell) ist ein ehemaliger deutscher Eisschnellläufer.

## Karriere
Rudi Jeklic wurde zwischen 1988 und 1991 sechs Mal Deutscher Meister. Bei den Olympischen Winterspielen 1992 in Albertville belegte er über 5000 m den 34. und über 10.000 m den 23. Platz. Insgesamt nahm er an jeweils drei Mehrkampfweltmeisterschaften und Mehrkampfeuropameisterschaften teil, blieb jedoch ohne Medaille. In seinen zehn Saisons im Eisschnelllauf-Weltcup konnte er einmal die Top 10 der Gesamtwertung erreichen. Über 10.000 Meter stellte Jeklic insgesamt vier deutsche Rekorde auf.